# Long Thành Trung
Long Thành Trung là một phường thuộc thị xã Hòa Thành, tỉnh Tây Ninh, Việt Nam.

## Địa lý
Phường Long Thành Trung nằm ở phía tây thị xã Hòa Thành, có vị trí địa lý:
- Phía đông giáp xã Trường Tây
- Phía đông bắc giáp phường Long Thành Bắc
- Phía tây giáp huyện Châu Thành
- Phía nam giáp xã Long Thành Nam
- Phía bắc giáp các phường Long Hoa và Hiệp Tân.

Phường Long Thành Trung có diện tích 9,66 km², dân số năm 2019 là 20.778 người, mật độ dân số đạt 2.151 người/km².

## Hành chính
Phường Long Thành Trung được chia thành 5 khu phố: Long Chí, Long Kim, Long Thành, Long Thới, Long Trung.

## Lịch sử
Phường Long Thành Trung trước đây là xã Long Thành Trung thuộc huyện Hòa Thành, được thành lập vào năm 1979 trên cơ sở điều chỉnh một phần diện tích và dân số của xã Long Thành cũ, gồm các thôn: Long Kim, Long Thới, Long Trung và Long Chí.
Ngày 10 tháng 1 năm 2020, Ủy ban Thường vụ Quốc hội ban hành Nghị quyết số 865/NQ-UBTVQH14 (nghị quyết có hiệu lực từ ngày 1 tháng 2 năm 2020). Theo đó, thành lập phường Long Thành Trung thuộc thị xã Hòa Thành trên cơ sở toàn bộ 9,66 km² diện tích tự nhiên và 20.778 người của xã Long Thành Trung.